# Death/Doom
Death/doom là một nhánh đặc biệt của heavy metal. Nó kết hợp nhịp điệu chậm và sự bi quan hoặc trầm uất của doom metal với deep growling vocal và double kick drumming của death metal. Thể loại này nổi lên trong những năm cuối 1980 và chiếm được một lượng fan nhất định trong suốt những năm 1990, những đã trở nên ít phỏ biến hơn từ thời điểm chuyển giao thế kỷ. Thời điểm đó, death/doom phát triển về phía funeral doom, thể loại có liên quan gần gũi, với nhiều giai điệu và lãng mạn của gothic metal.

## Lịch sử
Thể loại death/doom khởi nguồn vào những năm giữa thập niên 80 khi những ban nhạc đầu tiên như Dream Death bắt đầu pha trộn doom metal truyền thống với những âm thanh của thrash và death metal mới hình thành . Một vài ban nhạc đầu tiên thử nghiệm thể loại này bao gồm Sempiternal Deathreign, Delirium và Asphyx của Hà Lan, nhóm Disembowlement của Úc và Winter và Autopsy của Mỹ . Trong khi nhiều ban nhạc giữ lại nhiều death metal hơn doom, phong cách này trở thành một nhánh metal được thừa nhận với những bản ghi đầu tiên bởi các ban nhạc như Paradise Lost, My Dying Bride và Anathema (còn có tên Peaceville vì tại thời điểm đó, cả ba đều thuộc hãng đĩa Peaceville Records), kết hợp những âm thanh của Celtic Frost và Candlemass với sự sử dụng giọng ca nữ , keyboard và, trong trường hợp của My Dying Bride, violin. Sự ảnh hưởng của các ban nhạc đã được thừa nhận bởi những nhóm như Within Temptation, Lacuna Coil, The Gathering, Celestial Season và Saturnus . Trong suốt thập niên 90, thể loại này trở nên đa dạng hóa với sự hợp nhất của những ảnh hưởng khác như symphonic metal (nhưng trong trường hợp của Crematory), psychedelia (như trường hợp Unholy) hoặc gothic metal. Cụm từ death/doom dường như trở nên ít phổ biến vào khoảng cuối thập niên vì nhiều nhóm đi tiên phong đã từ bỏ những âm thanh ban đầu để đi theo hướng dễ gần hoặc dễ chịu hơn . Mặc dù vậy, phong cách này vẫn tiếp tục định hình nên funeral doom, một thể loại có liên quan mật thiết nổi lên vào giữa những năm 90, đặc biệt định hình cho những ban nhạc Phần Lan như Thergothon, Unholy và Skepticism .

## Những ban nhạc Death/Doom đáng chú ý
- Amorphis[3]
- Anathema[3]
- Autopsy
- Celestial Season
- Daylight Dies
- Disembowelment[3]
- Draconian
- Esoteric
- Evoken
- The Gathering[3]
- Katatonia
- Lacrimas Profundere
- Morgion[3]
- Mourning Beloveth
- My Dying Bride[3]
- My Shameful
- Necare
- Novembers Doom
- Novembre
- October Tide
- Paradise Lost[3]
- Paramaecium
- Pyogenesis
- Rapture
- Runemagick
- Saturnus
- Swallow the Sun
- Theatre of Tragedy
- Thergothon
- Thorr's Hammer
- Tristania
- Winter[3]